# Diacrisia sannio
Diacrisia sannio là một loài bướm đêm thuộc phân họ Arctiinae, họ Erebidae.

## Hình ảnh

♂
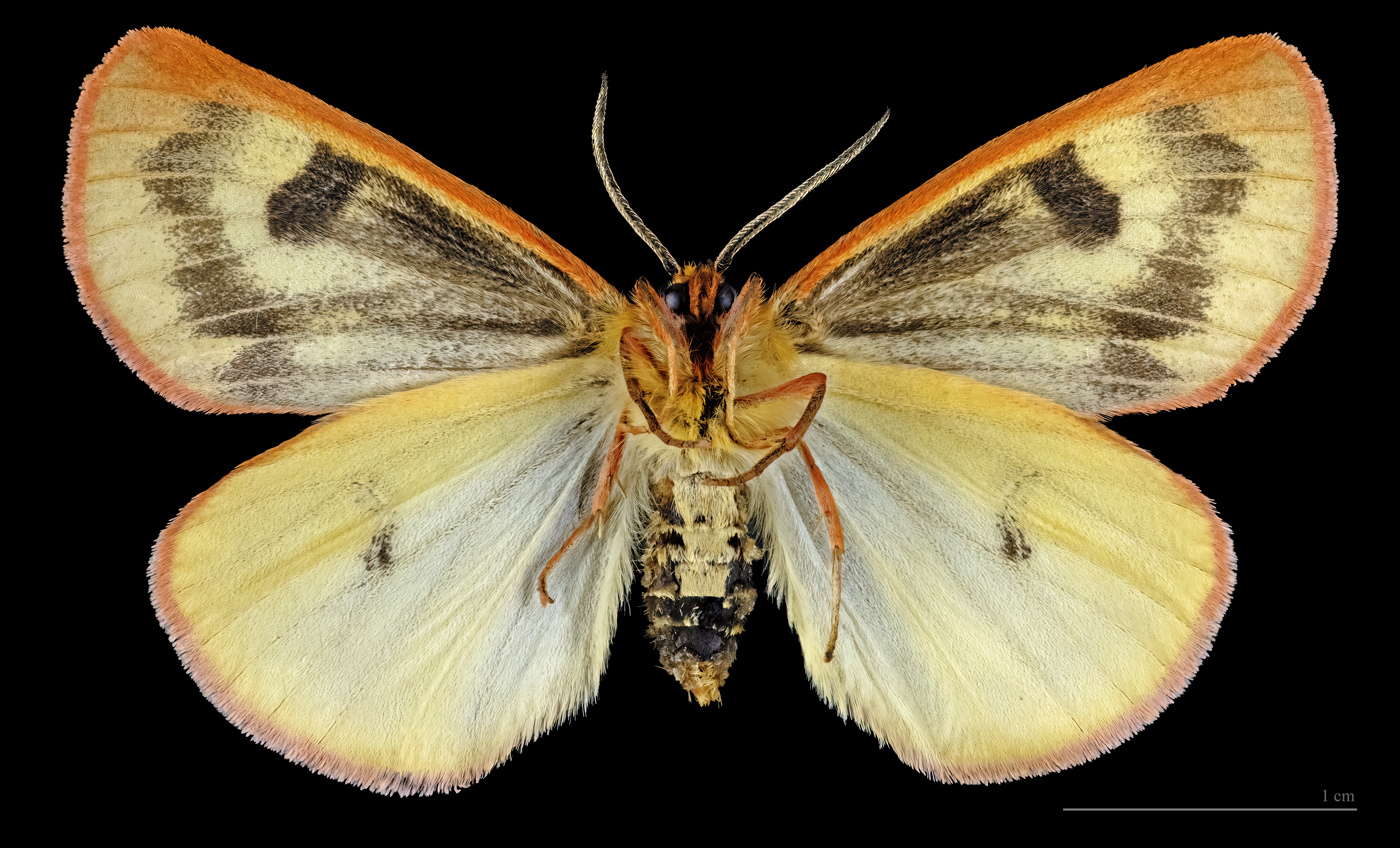
♂ △

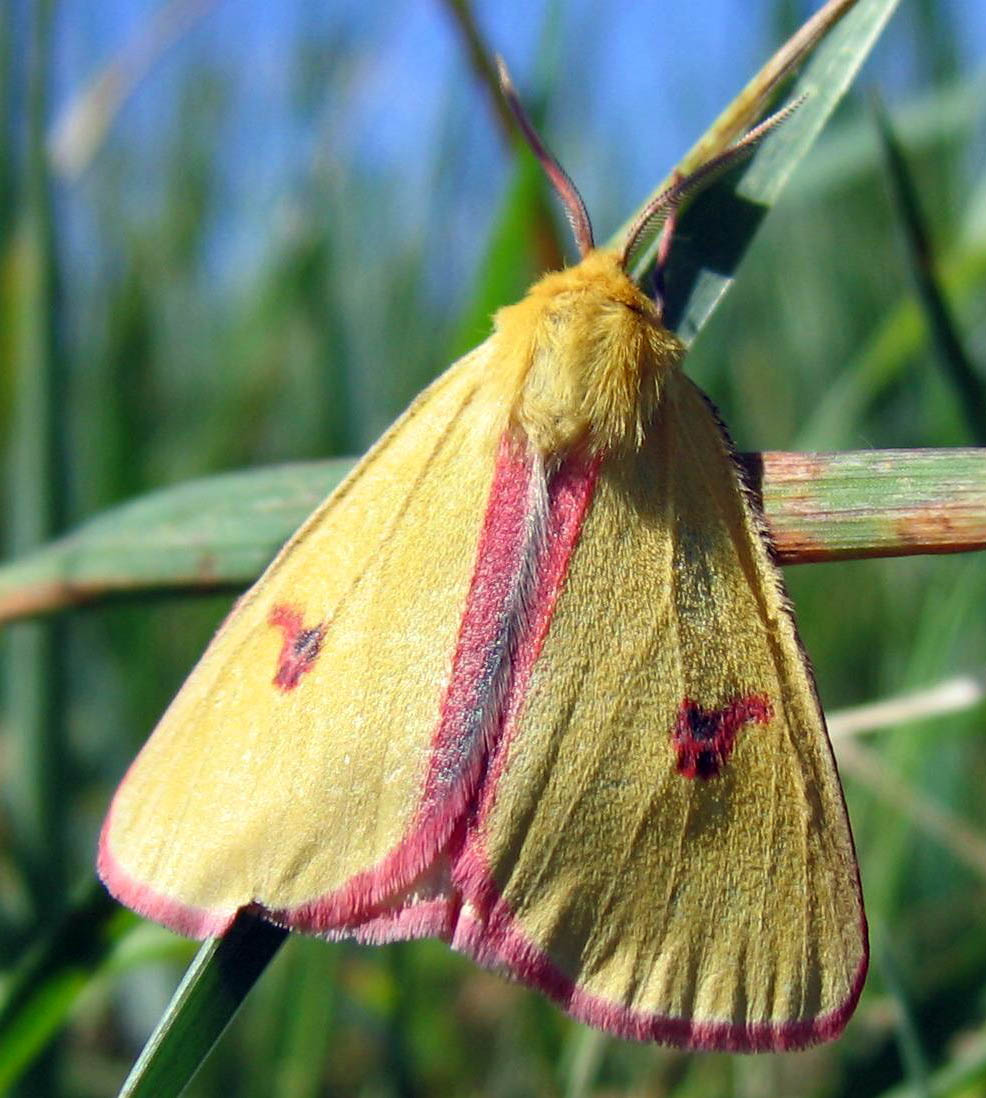
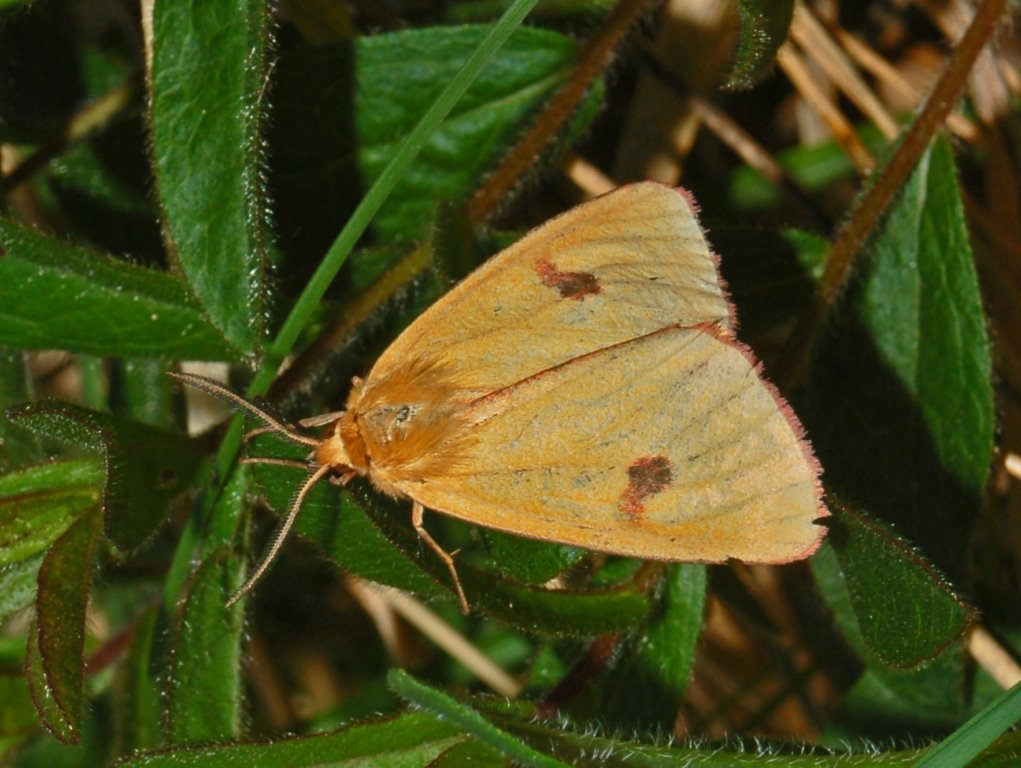
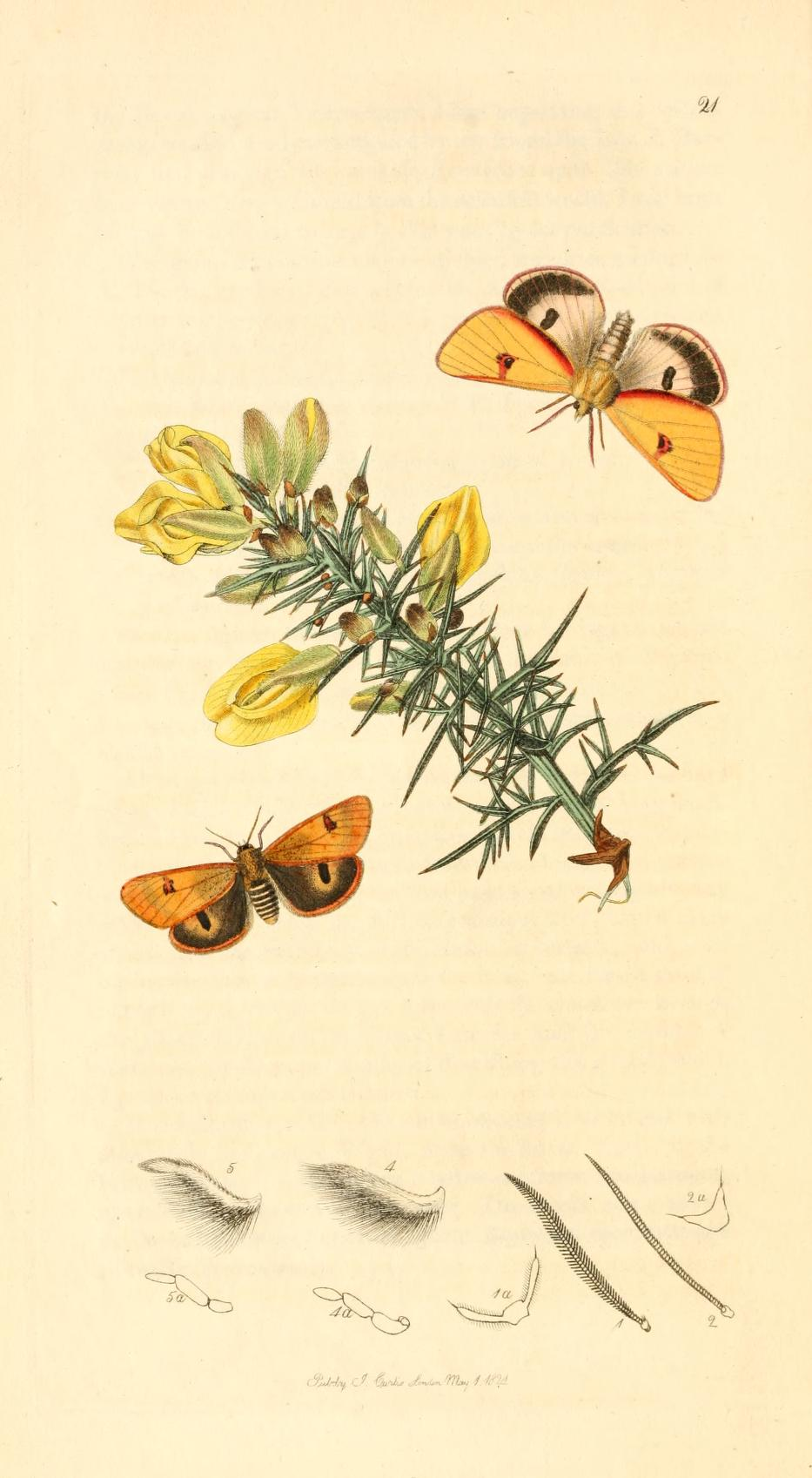